# 웰링턴 부츠

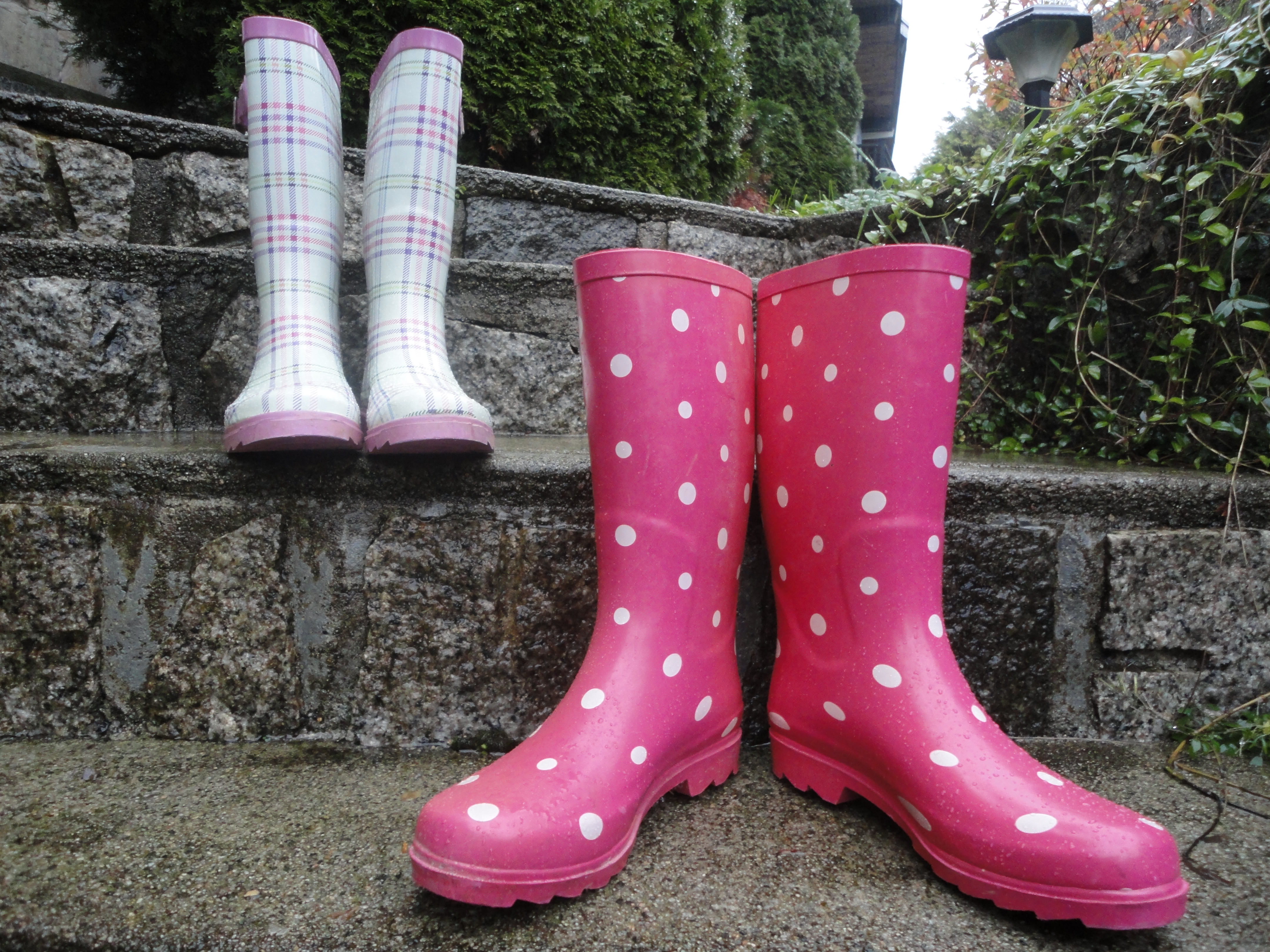
고무장화

웰링턴 부츠(Wellington boot)는 부츠의 일종이다.

## 고무장화
고무장화는 우천시 혹은 습한 작업현장에서 신는 신발을 말한다. 종아리 정도의 길이이다.

## 같이 보기
- 니 삭스